# Det var natt och Sions skara
Det var natt och Sions skara är en frikyrklig psalm från 1800-talet av Carl Lundgren. I Hjärtesånger 1895 använde utgivaren Emil Gustafson bibelcitatet "Det folk, som satt i mörkret, har sett ett stort ljus" Matteusevangeliet 4:10 för att presentera psalmen. Texten har sex verser, den första med 10 strofer medan övriga fem är 8-strofiga verser.

## Publicerad i
- Hjärtesånger 1895 som nr 47 under rubriken "Julsånger" med titeln "Mörker och ljus".